# Schieren (Biologie)

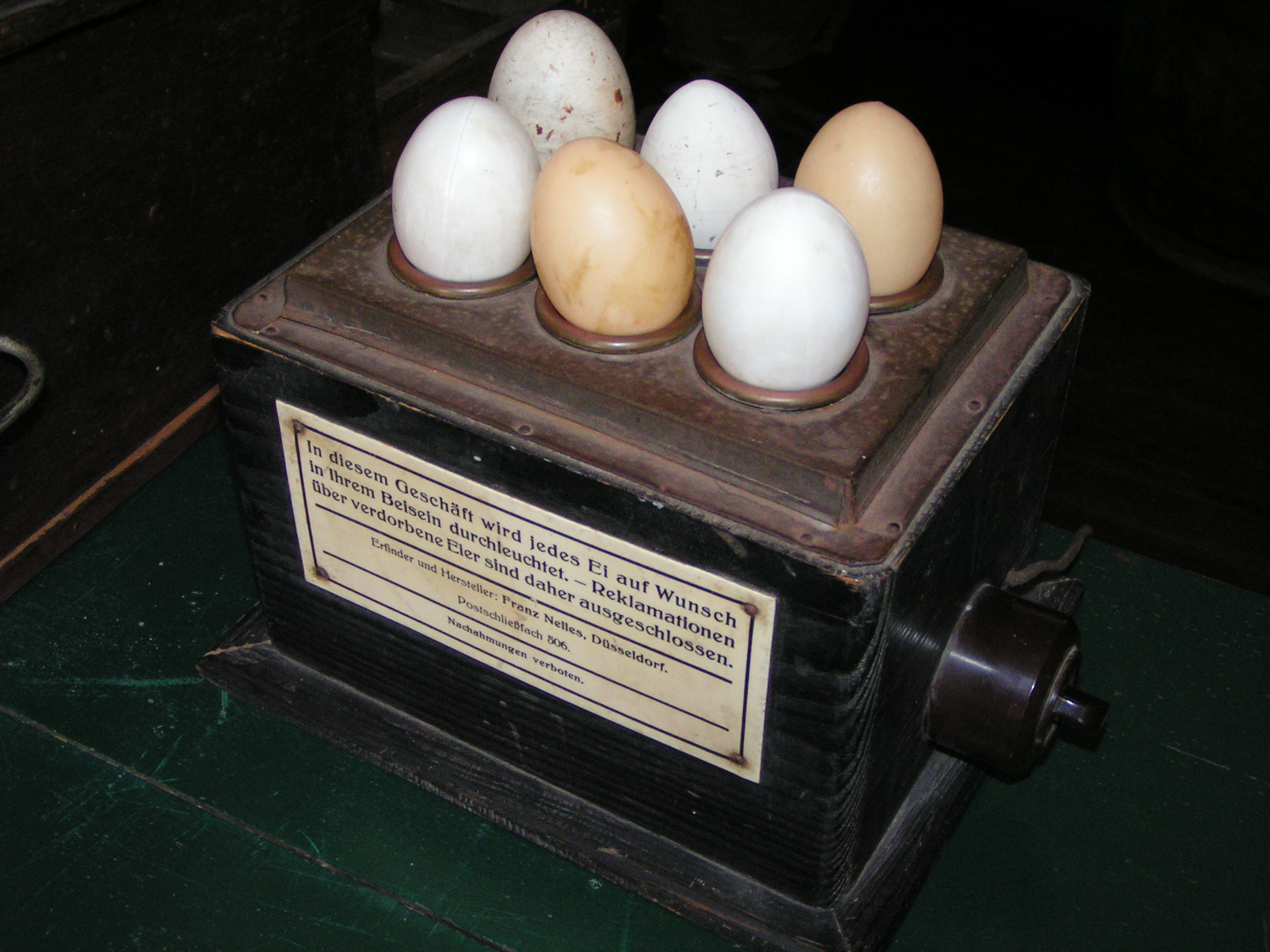
Schierlampe

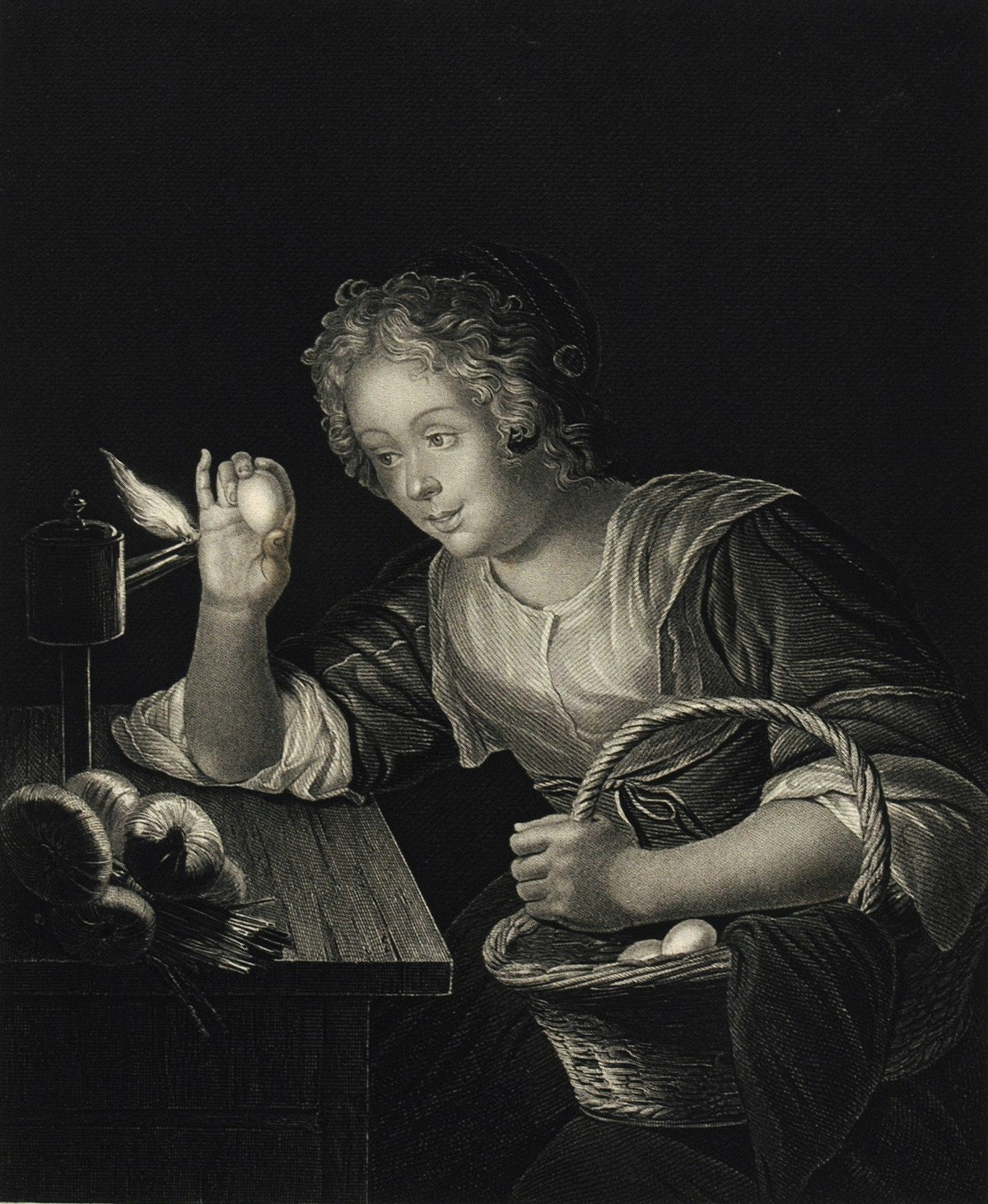
Frau durchleuchtet mit einer Öllampe ein Ei (vor 1852)

Schieren ist eine Methode, mit der das Innere von Eiern beurteilt werden kann. Der Begriff stammt aus dem Niederdeutschen und bedeutet rein (im Sinne von einheitlich, sauber).

## Zweck
Dieses Durchleuchten dient vor allem dazu, unbefruchtete oder abgestorbene Eier zu erkennen, um sie von denen mit gut entwickelten Embryonen zu trennen.

## Verfahren
Die Eier werden zu diesem Zweck meist in einem abgedunkelten Raum (Schierkabine) auf eine sogenannte Schierlampe gelegt, wodurch im Durchlicht Strukturen im Inneren des Eis sichtbar werden, ohne das Ei dabei zu erhitzen.